# Concatedral de los Santos Cirilo y Metodio (Zagreb)
La concatedral de los Santos Cirilo y Metodio o simplemente Catedral grecocatólica de Zagreb (en croata: Konkatedrala Sv. Ćirila i Metoda) es un templo católico de rito croata y de estilo historicista de la eparquía de Križevci que pertenece a la Vicaría de la Diócesis de Žumberak-Križevci. Se encuentra ubicada en la Calle de San Cirilo y Metodio en la ciudad alta de Zagreb, cerca de la plaza de San Marcos en el país europeo de Croacia.
La Iglesia católica griega y el seminario (construido en 1681) existían en la ciudad antes del siglo XVII. Esta iglesia estaba destinada a los creyentes católicos griegos, en su mayoría personas de Žumberak, uscoques y clérigos que vivían en los alrededores de Zagreb. No es posible determinar cuándo se construyó esta iglesia porque un incendio que estalló en 1766 destruyó la mayor parte de los libros de la iglesia que darían una fecha precisa. 
La actual iglesia dedicada a San Cirilo y Metodio fue construida en 1886 durante el obispado de Ilija Hranilović en el sitio de la antigua iglesia de San Basilio. La parroquia utiliza las instalaciones del seminario católico griego que está conectado a la Iglesia, que sirve como una oficina de la parroquia, y, desde 1932, cuenta con una sala con la sacristía. 

## Véase también

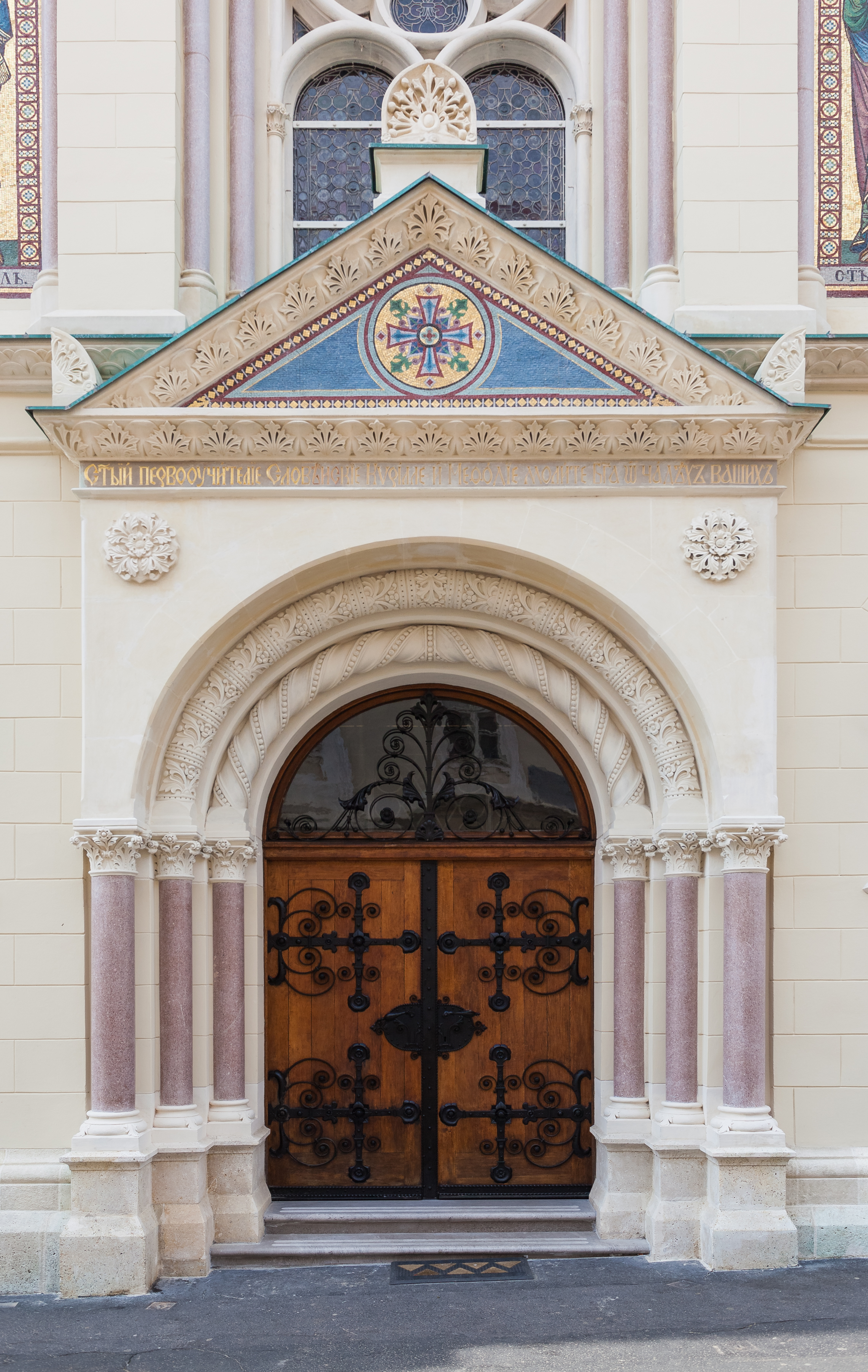
Vista de la entrada